# Элмор, Аманда
Аманда Элмор (англ. Amanda Elmore; род. 13 марта 1991, Уэст-Лафайетт, Индиана) — американская гребчиха, выступавшая за сборную США по академической гребле в период 2012—2016 годов. Чемпионка летних Олимпийских игр в Рио-де-Жанейро, чемпионка мира, победительница регат национального и международного значения.

## Биография
Аманда Элмор родилась 13 марта 1991 года в городе Уэст-Лафейетт, штат Индиана. Внучка известного американского физика Уильяма Кронка Элмора. Училась в местной старшей школе William Henry Harrison, затем поступила в Университет Пердью, где в 2013 году получила степень в области биологии.
Заниматься академической греблей начала во время учёбы в университете в 2009 году — состояла в университетском гребном клубе и регулярно принимала участие в различных студенческих соревнованиях. Позже проходила подготовку в Гребном тренировочном центре Соединённых Штатов в Принстоне.
Впервые заявила о себе в гребле на международной арене в 2012 году, выиграв золотую медаль в распашных рулевых восьмёрках на молодёжном мировом первенстве в Литве. Год спустя на аналогичных соревнованиях в Австрии повторила это достижение в той же дисциплине.
Первого серьёзного успеха на взрослом международном уровне добилась в сезоне 2015 года, когда вошла в основной состав американской национальной сборной и побывала на чемпионате мира в Эгбелете, откуда привезла награду золотого достоинства, выигранную в зачёте парных четвёрок. Также в этом сезоне в парных четвёрках выиграла бронзовую медаль на этапе Кубка мира в итальянском Варезе.
Благодаря череде удачных выступлений удостоилась права защищать честь страны на летних Олимпийских играх 2016 года в Рио-де-Жанейро. В составе экипажа, куда также вошли гребчихи Эмили Реган, Керри Симмондс, Лорен Шметтерлинг, Меган Мусницки, Тесса Гоббо, Элеанор Логан, Аманда Полк и рулевая Кейтлин Снайдер, обошла в финале восьмёрок всех своих соперниц, в том числе опередив преследовавшую их сборную Великобритании почти на две с половиной секунды — тем самым завоевала золотую олимпийскую медаль.
После Олимпийских игр Элмор завершила спортивную карьеру, решив сосредоточиться на учёбе. В 2018 году окончила программу медико-биологических наук Мичиганского университета.